# 第52回全米映画批評家協会賞
52nd NSFC Awards

作品賞: 

 レディ・バード 
第52回全米映画批評家協会賞は2017年の映画を対象としており、2018年1月6日に発表された。

## 受賞結果
※（）内は決選投票での得票数

### 作品賞
- 1位 - 『レディ・バード』 (グレタ・ガーウィグ監督) (41)
  - 2位 - 『ゲット・アウト』 (ジョーダン・ピール監督) (39)
  - 3位 - 『ファントム・スレッド』 (ポール・トーマス・アンダーソン監督) (28)

### 監督賞
- 1位 - グレタ・ガーウィグ - 『レディ・バード』 (37)
  - 2位 - ポール・トーマス・アンダーソン - 『ファントム・スレッド』 (36)
  - 2位 - ジョーダン・ピール - 『ゲット・アウト』 (36)

### 主演男優賞
- 1位 - ダニエル・カルーヤ - 『ゲット・アウト』 (44)
  - 2位 - ダニエル・デイ・ルイス - 『ファントム・スレッド』 (34)
  - 3位 - ティモシー・シャラメ - 『君の名前で僕を呼んで』 (24)

### 主演女優賞
- 1位 - サリー・ホーキンス - 『シェイプ・オブ・ウォーター』『しあわせの絵の具 愛を描く人 モード・ルイス』 (49)
  - 2位 - シアーシャ・ローナン - 『レディ・バード』 (44)
  - 3位 - フランシス・マクドーマンド - 『スリー・ビルボード』 (24）
  - 3位 - シンシア・ニクソン - 『静かなる情熱 エミリ・ディキンス』（24）

### 助演男優賞
- 1位 - ウィレム・デフォー - 『フロリダ・プロジェクト 真夏の魔法』 (62)
  - 2位 - マイケル・スタールバーグ - 『君の名前で僕を呼んで』『シェイプ・オブ・ウォーター』『ペンタゴン・ペーパーズ/最高機密文書』 (25)
  - 3位 - サム・ロックウェル - 『スリー・ビルボード』(23)

### 助演女優賞
- 1位 - ローリー・メトカーフ - 『レディ・バード』 (74)
  - 2位 - レスリー・マンヴィル - 『ファントム・スレッド』 (36)
  - 3位 - アリソン・ジャニー - 『アイ,トーニャ 史上最大のスキャンダル』 (24)

### 脚本賞
- 1位 - グレタ・ガーウィグ - 『レディ・バード』 (50)
  - 2位 - ジョーダン・ピール - 『ゲット・アウト』 (49)
  - 3位 - ポール・トーマス・アンダーソン- 『ファントム・スレッド』 (31)

### 撮影賞
- 1位 - ロジャー・ディーキンス - 『ブレードランナー 2049』 (40)
  - 2位 - ホイテ・ヴァン・ホイテマ - 『ダンケルク』 (39)
  - 3位 - アレクシス・サベ - 『フロリダ・プロジェクト 真夏の魔法』 (36)

### 外国語映画賞
- 1位 - 『エリザのために』 ルーマニア (35)
  - 2位 -『顔たち、ところどころ』 フランス (30)
  - 3位 -『BPM ビート・パー・ミニット』 フランス (29)

### ノンフィクション映画賞
- 1位 - 『顔たち、ところどころ』 (70)
  - 2位 - 『エクス・リブリス ニューヨーク公共図書館』(34)
  - 3位 - 『ドーソン・シティ；凍結された時間』(32)